# Костёл Святого Франциска Ассизского (Вильнюс)
Костёл Свято́го Франци́ска Ассизского, костёл Франциска Ассизского и Бернардина Сиенского, костёл Святых Франциска и Бернардина, чаще Бернардинский костёл в Вильнюсе (лит. Švento Pranciškaus Asyžiečio bažnyčia, пол. kościół Świętych Franciszka i Bernardyna, kościół Bernardynów) — приходской римско-католический костёл, памятник архитектуры, один из наиболее ярких образцов вильнюсской готики XVI века, в XVII—XVIII приобретший черты архитектуры ренессанса и барокко. Располагается в Старом городе на улице Майронё (Maironio g. 10, в советское время улица Тесос).
Костёл открыт по понедельникам, вторникам, четвергам, пятницам с 7:00 до 18:00, по средам и субботам с 10:00 до 19:00, по воскресеньям с 8:30 до 19:00. Исповеди по пятницам с 8:30. Службы на литовском языке по понедельникам, вторникам, четвергам в 17:30, по субботам в 9:00 и 18:00, по воскресеньям в 13:00 и 17:00 по пятницам на латинском языке в 7:30, на английском по воскресеньям в 9:00; по средам в 7:30 и 18:00 и воскресеньям в 10:30 службы для молодёжи.
Служат в костёле францисканцы настоятель Арунас Пяшкайтис, викарии Альгис Малакаускас, Андрюс Няненас, священники Астиюс Кунгис, Юозапас Жукаускас.
Храм является охраняемым государством объектом культурного наследия национального значения; код в Регистре культурных ценностей Литовской Республики 17311.

## История
Король польский и великий князь литовский Казимир Ягеллон пригласил в Вильну монахов францисканцев из Кракова в 1469 году и выделил им земельный участок под строительство монастыря и костёла. Францисканцев обсервантов в Литве и соседних странах называли бернардинцами (по имени реформатора ордена святого Бернардина Сиенского). Первый деревянный костёл во имя святого Бернарда Сиенского был сооружён на месте языческого святилища. Деревянные здания сгорели во время пожара (1475). Около 1490 года был построен новый каменный костёл рядом с костёлом Святой Анны.
В 1500 году из-за просчётов в конструкции обрушилась часть стен и сводов уже почти завершенного храма. От постройки XV века лучше всего сохранилась старая сакристия (ризница). Третий храм на том же самом месте был возведён практически заново в 1506—1516 годах и освящён во имя святого Франциска Ассизского. Костёл сильно пострадал от пожаров (1560, 1564): выгорело всё внутреннее убранство и своды грозили обрушением. При восстановительных работах, начавшихся около 1577 года и финансировавшихся королём Стефаном Баторием, князем Николаем Христофором Радзивиллом и богатыми горожанами, во второй половины XVI века здание костёла было значительно увеличено. При ремонте были заново возведены ячеистые и сетчатые готические своды в боковых нефах (1579), сохранившиеся по сей день. В ходе восстановительных работ, продлившихся до середины XVII века, были построены боковые капеллы (часовни) Святого Михаила, Святого Флориана (Трёх Королей), Войны (позднее носила имя святого Петра из Алькантры), сооружены новые алтари. В 1614 году на средства виленского воеводы и гетмана ВКЛ Яна Кароля Ходкевича и его жены Софии из Мелецких был возведён пышный большой алтарь со скульптурным изображением Распятия. Сооружённый на средства Иеронима Ходкевича орган, по свидетельствам современников, не имел себе равных в ВКЛ.
В 1655 году монастырь и костёл подверглись разграблению во время русско-польской войны. Монахи и жители, скрывавшиеся в монастыре, были убиты. Затем костёл был сожжен. Храм был восстановлен при значительном вкладе гетмана ВКЛ и воеводы виленского Михаила Казимира Паца и освящён в 1676 году во имя святого Франциска Ассизского и Бернардина Сиенского.
В 1677 году был освящён ансамбль, образуемый 17 алтарями, среди которых доминировали алтари страдающего Иисуса Христа и Пресвятой Девы Марии. Несколько алтарей посвящались наиболее почитаемым францисканцами святым Франциску, Бернардину, Антонию Падуанскому. Все алтари были деревянными, украшенные позолоченной и посеребренной резьбой и росписью. Внутреннее убранство переоборудовалось во второй половине XVIII века. При перестройке алтарей в 1763—1781 годах образовался ансамбль амвонов, исповедален и 11 алтарей в стиле позднего барокко. В то же время на фасаде костёла была написана фреска с изображением Распятия. В 1764—1768 годах орган был реконструирован и перенесён из бокового нефа на хоры в пресбитерии.
Костёл пострадал при подавлении русской армией восстания Тадеуша Костюшко (1794) и во время войны 1812 года. В 1814 году епископ Иероним Стройновский учредил при бернардинском костёле приход, охватывающий всё Заречье. После подавления восстания 1863 года в августе 1864 года монастырь был упразднён. Храм стал приходским. При незначительных переделках орган был перенесён на балкон над входом. Во второй половине XIX века в алтари костёла были перенесены картины и реликвии из закрытого костёла тринитариев на Антоколе. Улица, проложенная в 1869—1870 годах рядом с фасадом костёла Святой Анны, перерезала бернардинский сад и разрушила внешний ансамбль двух храмов и монастыря. Вид костёла ещё сильнее изменила построенная в 1872 году (по другим сведениям в 1874 году) колокольня, имитирующая готические формы.
После Второй мировой войны костёл в 1949 году был закрыт. Несколько лет спустя здание было передано расположенному по соседству Вильнюсскому художественному институту, который использовал помещение под склад. В 1992 году костёл был возвращён монахам францисканцам («меньшим братьям»; Order of Friars Minor, OFM), в 1994 году он был заново освящён.
В настоящее время продолжаются восстановительные и реставрационные работы.

## Архитектура
Несмотря на то, что храм многократно перестраивался, сохранился основной готический характер его архитектуры. Укреплённые контрфорсами стены из красного кирпича, три башни, 19 бойниц-амбразур под крышей в северной стене придают костёлу характер готического храма оборонного типа.
По своим размерам храм — одно из самых крупных готических культовых зданий в Литве. Храм трёхнефный, зального типа; длина составляет 42,2 м, ширина 24 м. Центральный неф в два раза шире боковых нефов. Продолжение центрального широкого нефа — более низкий пресбитерий длиной 20,2 м, отделённый изящной триумфальной аркой и заканчивающийся гранёной апсидой.
Внешний декор костёла здания довольно скромен. Главный и боковой южный фасады отличаются особой выразительностью. Их композиция основана на ритме высоких вертикальных окон и узких контфорсов. В нижней части главного западного фасада основной акцент составляет портал со стрельчатой аркой и профилированной рамой с аркатурой. На главном фасаде, по углам которого размещены две небольшие восьмиугольные башенки, выделяется центральная часть с широким стрельчатым окном посередине и нишами по обе стороны от него, оформленными орнаментами из кирпича. Ниши по обеим сторонам большого окна повторяют формы стрельчатых готических окон. Над нишами орнамент кирпичной кладки. Главный фасад украшает фриз из профилированных кирпичей. Винтовые лестницы внутри башенок ведут в галерею с амбразурами. Верхние ярусы фронтона и башенок фасада носят черты барокко.
К боковому фасаду пристроена юго-восточная башня — обильно декорированная колокольня костёла, включённая в правую стену. Горизонтальные рёбра карниза членят восьмиугольную башню на три яруса, каждый из которых украшен отличающимся от других геометрическим орнаментом. Лёгкая и изящная башня построена в первой четверти XVI века и своим архитектурным обликом относится к поздней готике или, по мнению некоторых искусствоведов, к ренессансу. Об этом говорят полукруглые арки окон верхнего яруса и пропорции колокольни в целом и отдельных её частей. Формы нижней части северо-западной башни просты и сдержанны, верхние ярусы украшены стрельчатыми нишами и рельефными прямоугольными орнаментами.
С южной стороны к храму примыкают две пристроенные позднее часовни. С севера к костёлу примыкает бернардинский монастырь, так же построенный в начале XVI века и многократно перестраивавшийся. С другой стороны два ряда ступеней, перегороженных стеной, соединяют колокольню с построенной в 1617 году часовней: слева — мраморные ступени с реликвиями, справа — простая лестница.

## Интерьер
Внутри здание двумя рядами готических столбов (пилонов) разделено на три нефа одинаковой высоты 19 м. Триумфальная арка и большой алтарь отделяют центральный неф от пресбитерия. Трёхнефный зал предназначался для мирян, пресбитерий — для монахов. Своды поддерживают четыре пары восьмигранных пилонов. Своды в центральном нефе более поздние крестовидные, в боковых — звёздчатые, отличающиеся разнообразием рисунка. Своды в ризнице начинаются у самого пола. Основной композиционный мотив всех сводов — восьмиугольная и шестиугольная звезда.
В южной стене имеются небольшие ниши, в северной — глубокие исповедальни, вход в которые вёл из коридора монастыря. В 1981 году были обнаружены остатки готических полихромных фресок с библейскими и агиографическими сюжетами, геральдическими символами, флористическими орнаментами.
В храме было 14 алтарей, сооружённых в XVIII веке в стиле рококо. Сохранилось 11 алтарей, в том числе главный алтарь, построенный в 1710 году. За алтарем находятся хоры для монахов, с украшенными сиденьями. Слева сохранился алтарь с картиной Божьей Матери, которую в 1598 году из Рима прислал папа римский Климент VIII. В храме две часовни. Одна из них часовня Святого Николая, построенная в 1600 году, другая, построенная в 1632 году, освящена во имя Трёх Королей. Достойны внимания церковная кафедра (амвон; 1690) со скульптурами, готические ажурные двери, надгробные памятники начала XVII века.
Орган, пострадавший во время Второй мировой войны, не действует.
- Центральный неф
- Алтари
- Северный неф
- Портал часовни

## Некрополь
Храм издавна становился местом последнего упокоения выдающихся личностей. Здесь похоронен один из основных фундаторов костёла Николай Радзивилл Старый (†1509), прусский князь Фридрих (†1555), павшие в битве при Хотине полководцы Ян и Георгий Рудамины, другие вельможи ВКЛ. Ремесленники и купцы хоронились при алтарях, сооружаемых на их средствах. В 1592 году в костёле был похоронен погибший при неясных обстоятельствах семилетний Симон Кирелис (якобы убитый евреями), вскоре объявленный блаженным мучеником (мемориальная таблица вмурована в 1623 году). Захоронения в церкви прекратились после того, как в начале XIX века на Заречье было заложено бернардинское кладбище.
У северной стены (по левую сторону от входа) располагается памятник умершему по пути в Рим маршалку ВКЛ князю Станиславу Радзивиллу Набожному (1559—1599), брату кардинала Юрия Радзивилла и Николая Христофора Радзивилла Сиротки. Он сооружён в первую четверть XVII века, как предполагается, в мастерской известного фламандского архитектора и скульптора Виллема ван ден Блокке.
Напротив него сохранился надгробный памятник полководцу Петру Весёлковскому (†1556), спасшему на охоте жизнь королю Сигизмунду Августу. Надгробие сооружено в 1634 году. Оба памятника относят к образцам мемориальной скульптуры раннего барокко.
К другим выдающимся памятникам причисляются надгробная плита Владислава Тышкевича (†1684), установленная в 1712 году, и редкий памятник горожанину — эпитафия купца Павла Знокско (†1625).